# メアリー・ルー・レットン
メアリー・ルー・レットン（Mary Lou Retton、1968年1月24日 - ）は、アメリカ合衆国の元女子体操選手。オリンピックの女子体操競技において、個人総合タイトルを東ヨーロッパ以外の選手が獲得したのは彼女が初めてであった。

## 来歴

### 私生活
レットンはウェストバージニア州フェアモントでイタリア系の家庭に生まれた（彼女の家族の原語による姓は「Rotunda」である）。父親のロニーは石炭産業の輸送設備会社を経営していた。
彼女は2008年12月現在、テキサス州ヒューストンに住んでいる。ヒューストンの不動産業者シャノン・ケリーと結婚し、シェーラ・レイ (1995年 - )、マッケナ・レーン (1997年 - )、スカイラ・ブレイ (2000年 - )、エマ・ジーン (2002年 - ) の4人の娘がいる。

### 体操競技

ロナルド・レーガン大統領、オリンピックアメリカ選手団と（1984年）

レットンはテレビで観たナディア・コマネチに影響を受け、地元フェアモントで体操を始めた。彼女はゲイリー・ラファロスキー（エアリアル・ポート・ジムナスティックス）のコーチを受けた。その後彼女はルーマニア人のベラ・カロリーとマルタ・カロリー夫妻の指導を受けるために、テキサス州ヒューストンに居を移す決意をする。夫妻はアメリカ合衆国に亡命する以前はコマネチのコーチをしていた。カロリー夫妻のもと、レットンはすぐに国内で頭角を現し始めた。1983年のアメリカン・カップに勝ち、同年のUSナショナルズでもダイアン・ダラム（もう一人のカロリーの教え子）に次いで2位に入った。しかしレットンは手首の負傷により1983年の世界選手権出場は見合わせた。それでもレットンは1983年の日本の由緒ある中日カップと1984年の全米クラシックで勝利を収めた。
1984年にアメリカン・カップに連覇し、全米選手権と全米オリンピック選考会も制した後、レットンは手術を余儀なくされる負傷をひざに負った。しかし1984年のロサンゼルスオリンピックまでには回復し、間に合わせる事ができた。大会（ルーマニアを除くソビエト圏の国によりボイコットされた）では、全米の観衆の期待の前でレットンは個人総合タイトルでルーマニアのエカテリーナ・サボーと接戦を演じた。段違い平行棒と平均台で遅れを取りサボーを追うレットンは、続くゆかと跳馬で満点の10点を叩き出し、僅か0.05ポイントの差でタイトルを勝ち取った。このオリンピックでレットンは更に4個のメダルを獲得した。団体総合と跳馬の銀、及びゆかと段違い平行棒の銅である。この活躍により、彼女はスポーツ・イラストレイテッド誌より「スポーツウーマン・オブ・ザ・イヤー」の称号を授けられた。彼女はウィーティーズのパッケージに登場し、このシリアル食品の初の公式スポークスウーマンになった。彼女の小柄な体格（身長146cm）はSPORT誌でジョークのネタにされた。曰く「彼女の実物大の写真はウィーティーズの箱で見る事ができます。」

### オリンピック後
信心深いバプティストで、熱心なキリスト教右派であるレットンはレーガン政権の率直な支持者だった。人気絶頂の時にロナルド・レーガンを支援する様々なテレビ広告に出演した。レットンは2004年の共和党全国大会の第2夜に、同僚の元体操選手で1996年アトランタオリンピックの金メダリスト、ケリー・ストラグとともに忠誠の誓いを述べた。
地元フェアモントの人々は、彼女のオリンピックに向けた努力の支えとなった。町の通りや公園には、後に彼女の名が付けられた。レットンは1985年にアメリカン・カップで先例のない3連覇を果たした後に現役を引退した。彼女はその後、映画『3人のゴースト』(1988年) や『裸の銃（ガン）を持つ男 33 1/3 最後の侮辱』(1994年) にカメオ出演している。またオリンピックの後テキサス大学オースティン校に通い、テレビの体操競技中継では常連解説者となった。
1990年代、レットンはアメリカのドラッグストアチェーンレブコのスポークスウーマンを務めた。1992年にはナショナル・イタリアンアメリカン・スポーツ殿堂のメンバーとなった。そして1997年には国際体操殿堂入りを果たした。
2002年、レットンはPBSで夫とともに作ったシリーズものの子供向けテレビ番組『Mary Lou's Flip Flop Shop』に出演した。シリーズは、ヒューストンPBSにより製作され、当初13回が予定されていた内の5回だけが放映された。現在はDVDなどで観る事が可能である。

## 闘病と支援活動
レットンは股関節形成不全症を抱えて生まれ、状態は長年の競技生活でさらに悪化した。痛みが増加したため、彼女は30歳代半ばで左側の股関節を人工股関節に置換する手術を受けた。レットンはまた過活動膀胱と関節炎に苦しんだ。彼女はこれらの病気の治療を広めるためにバイオメット社とファイザー社に雇われスポークスウーマンとなった。2008年10月、彼女はバイオメット社のワルシャワ工場を訪問し、彼女の人工股関節を製作した技師たちに会うことができた。

## 備考
段違い平行棒には「レットンフリップ」と名付けられた技がある。低棒の反動でフロントフリップ（前宙）を行ない結果的に高棒の上に座る形になるものである。